# Llista de Creus de Sant Jordi/1990/Entitats

#### Entitats
Informació actualitzada per un bot. Els canvis manuals es perdran quan s'actualitzi!
| Entitat                                                   | Wikidata  | Descripció           | Imatge |
| --------------------------------------------------------- | --------- | -------------------- | ------ |
| Escolania de Montserrat                                   | Q1367290  | Cor i escola musical |        |
| Centre Català de Santiago de Xile                         | Q5836147  |                      |        |
| Coordinació Catalana de Colònies, Casals i Clubs d'Esplai | Q11915496 |                      |        |
| Federació Catalana Pro Persones amb Disminució Psíquica   | Q17603566 |                      |        |
| Fundació Congrés de Cultura Catalana                      | Q20100606 | fundació             |        |